# The Minus 5 (album)
The Minus 5 è il quinto album in studio della rock band statunitense The Minus 5.

## Tracce
1. Rifle Called Goodbye
2. Aw Shit Man
3. Out There on the Maroon
4. My Life as a Creep
5. With A Gun
6. Cemetery Row W114
7. Twilight Distillery
8. What I Don't Believe
9. Cigarettes Coffee and Booze
10. I'm Not Bitter
11. Leftover Life to Kill
12. All Worn Out
13. Original Luke

## Formazione
- Scott McCaughey - chitarra, voce
- Ken Stringfellow - chitarra
- Jeff Tweedy - tastiera
- Peter Buck - basso
- Bill Rieflin - batteria